# Thaumatichthyidae
Thaumatichthyidae är en familj av fiskar som ingår i ordningen marulkartade fiskar (Lophiiformes). Enligt Catalogue of Life omfattar familjen Thaumatichthyidae 8 arter. 
Släkten enligt Catalogue of Life:
- Lasiognathus, med fem arter
- Thaumatichthys, med tre arter